# Вестовер-Гіллс (Техас)
Вестовер-Гіллс (англ. Westover Hills) — місто (англ. town) в США, в окрузі Таррант штату Техас. Населення — 641 особа (2020).

## Географія
Вестовер-Гіллс розташований за координатами 32°44′38″ пн. ш. 97°24′44″ зх. д. / 32.74389° пн. ш. 97.41222° зх. д. (32.743821, -97.412317).  За даними Бюро перепису населення США в 2010 році місто мало площу 1,93 км², уся площа — суходіл.

## Демографія
Згідно з переписом 2010 року, у місті мешкали 682 особи в 278 домогосподарствах у складі 215 родин. Густота населення становила 354 особи/км².  Було 295 помешкань (153/км²).
Расовий склад населення:
| - 96,8 % — білих - 1,8 % — азіатів - 0,1 % — чорних або афроамериканців |

До двох чи більше рас належало 1,2 %. Частка іспаномовних становила 1,2 % від усіх жителів.
За віковим діапазоном населення розподілялося таким чином: 23,3 % — особи молодші 18 років, 46,1 % — особи у віці 18—64 років, 30,6 % — особи у віці 65 років та старші. Медіана віку мешканця становила 53,5 року. На 100 осіб жіночої статі у місті припадало 94,9 чоловіків;  на 100 жінок у віці від 18 років та старших — 90,9 чоловіків також старших 18 років.
Середній дохід на одне домашнє господарство  становив 380 707 доларів США (медіана — 211 250), а середній дохід на одну сім'ю — 404 475 доларів (медіана — 228 750). За межею бідності перебувало 7,2 % осіб, у тому числі 14,0 % дітей у віці до 18 років та 1,3 % осіб у віці 65 років та старших.
Цивільне працевлаштоване населення становило 231 особа. Основні галузі зайнятості: освіта, охорона здоров'я та соціальна допомога — 20,3 %, фінанси, страхування та нерухомість — 19,9 %, науковці, спеціалісти, менеджери — 17,3 %.